# C-HTML
C-HTML (abreviación de HTML compacto), también llamado i-mode-HTML o iHTML (abreviación de Inline HTML, traducido al español: HTML en línea), es un subconjunto del Lenguaje de marcado HTML para pequeños dispositivos como smartphones y PDAs como los teléfonos móviles i-mode DoCoMo utilizados en Japón.
C-HTML añade diversas características que no incorpora HTML estándar, particularmente las teclas de acceso (accesskeys), atajos para los enlaces con el teclado numérico e imágenes emoji.
Este lenguaje avanzado de programación/scripting del lado del servidor funciona, permite la personalización de sitios web dinámicos que dependen de la interacción con bases de datos. C-HTML elimina la necesidad de programas Javascript o CGI, ya que proporciona la misma funcionalidad.
- Datos: Q387168